# Darapsa azaleae
Darapsa azaleae är en fjärilsart som beskrevs av John Abbot och Smith 1797. Darapsa azaleae ingår i släktet Darapsa och familjen svärmare. Inga underarter finns listade i Catalogue of Life.